# Das Mag
Das Mag is een kleinschalige, Nederlandse literaire uitgeverij, gevestigd in Amsterdam, die zich specialiseert in zowel oorspronkelijk Nederlandstalige als vertaalde literaire fictie en non-fictie van onder meer Lize Spit, Jelle Brandt Corstius, Tobi Lakmaker, Daniël Verlaan, Bregje Hofstede, Charlotte Mutsaers en Tove Ditlevsen.
Uitgeverij Das Mag is gegroeid vanuit het literaire tijdschrift Das Magazin, dat in 2011 werd opgericht door Toine Donk en Daniël van der Meer en dat tot februari 2018 vier keer per jaar verscheen. In het najaar van 2015 begonnen Donk en Van der Meer een crowdfunding, waarmee ze 3000 medeoprichters verzamelden om de uitgeverij op te richten in november 2015.